# Nyamata (Sektor)
Nyamata (Kinyarwanda Umurenge wa Nyamata) ist einer von 15 Sektoren im Distrikt Bugesera in der Ostprovinz von Ruanda.

## Geographie
Nyamata hat eine Fläche von 94,9 km² und liegt auf einer Höhe von etwa 1410 m. Der Sektor unterteilt sich in die fünf Zellen Kanazi, Nyamata Ville, Kayumba, Maranyundo und Murama. Nachbarsektoren sind im Nordosten Mwogo, im Osten Rilima, im Südosten Mayange, im Südwesten Musenyi und im Nordwesten Ntarama. Auf der Grenze zum Sektor Ntarama liegt die Stadt Nyamata.

## Geschichte
In Nyamata liegt eine Gedenk- und Begräbnisstätte für den Völkermord an den Tutsi im Jahr 1994. Das Nyamata Genocide Memorial befindet sich in einer ehemaligen Kirche, die 1980 erbaut wurde. In ihr wurden etwa 10.000 Tutsi ermordet, die dort Zuflucht suchten. Neben der Kirche liegt eine Begräbnisstätte von etwa 50.000 dort und in der Umgebung ermordeten Menschen. Das Nyamata Genocide Memorial ist Teil der Gedenkstätten des Völkermordes: Nyamata, Murambi, Gisozi und Bisesero, die seit 2023 auf der Liste des Weltkulturerbes der UNESCO stehen.

## Bevölkerung
Zur Volkszählung von 2022 betrug die Einwohnerzahl 81.480 Einwohner. Zehn Jahre zuvor waren es 34.922, was einem jährlichen Bevölkerungszuwachs von 8,8 Prozent zwischen 2012 und 2022 entspricht.

## Verkehr
Durch den Sektor und die Stadt Nyamata verläuft in Nord-Süd-Richtung die Nationalstraße 5. Von dieser gehen in Ost- und Westrichtung mehrere District Roads ab.